# Nordamerikanisches Mausohr
Das Nordamerikanische Mausohr (Myotis septentrionalis) ist eine nordamerikanische Fledermausart aus der Gattung der Mausohren (Myotis) innerhalb der Familie der Glattnasen (Vespertilionidae).

## Beschreibung
Das Nordamerikanische Mausohr wird zwischen 7,7 und 9,5 Zentimeter groß und 5 bis 8 Gramm schwer. Die Weibchen sind etwas größer und schwerer als die Männchen. Sowohl das Fell als auch die Flughaut sind hellbraun gefärbt. Der dritte, vierte und fünfte Mittelhandknochen sind gleich lang. Der schmale Schädel weist ein relativ langes Rostrum sowie lange Ohren auf. Im Vergleich zu anderen Mausohren (Myotis) hat das Nordamerikanische Mausohr einen längeren Schwanz und eine größere Flügelfläche. Dadurch ist die Art sehr manövrierfähig, wenn sie langsam durch dicht bewachsenes Gelände fliegt.

## Verbreitung und Lebensraum

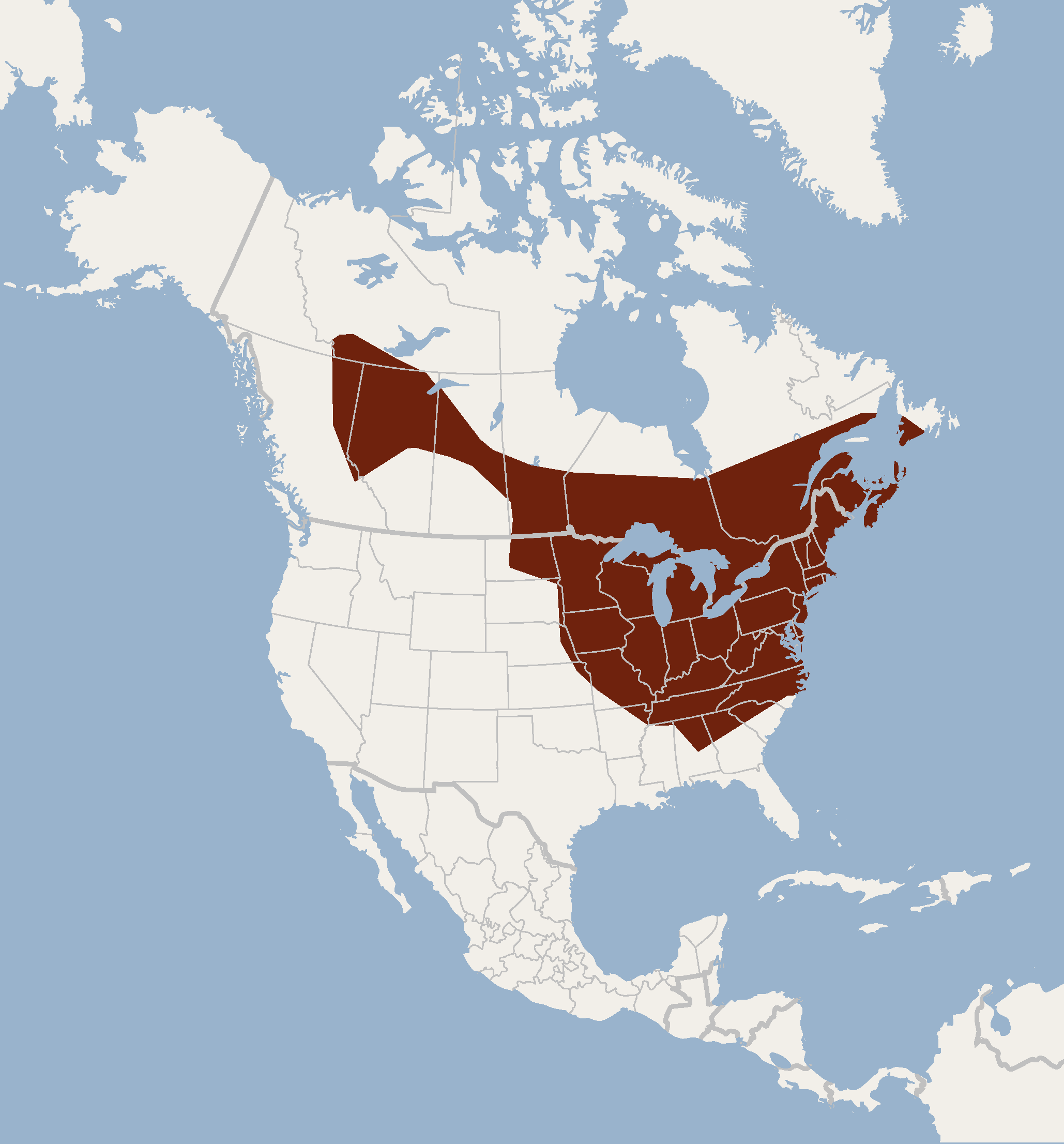
Karte des Verbreitungsgebietes des Nordamerikanischen Mausohrs

Das Verbreitungsgebiet des Nordamerikanischen Mausohrs erstreckt sich über weite Teile Kanadas und der östlichen USA. Das Hauptverbreitungsgebiet umfasst dabei Québec, Ontario und Neuengland. Die Südgrenze der Verbreitung befindet sich in Florida, während die Westgrenze durch Alberta, British Columbia, Montana und Wyoming verläuft. Fossilfunde aus dem Pleistozän liegen für Pennsylvania, Virginia, West Virginia und Tennessee vor.
Es werden vor allem bewaldete Gebiete besiedelt. Vereinzelt wurden aber auch schon Exemplare in der Prärie gefangen.

## Lebensweise
Als Schlafstätten werden vor allem Bäume und seltener Höhlen und Gebäude genutzt, wobei diese etwa alle zwei Tage gewechselt werden. Männchen und Weibchen nutzen getrennte Schlafstätten. Geschlechtsreife Weibchen rasten in Gruppen von bis zu 60 Tieren. Männchen und noch nicht geschlechtsreife Weibchen rasten einzeln oder in Gruppen von bis zu 10 Tieren.
Das Nordamerikanische Mausohr überwintert hauptsächlich in Höhlen und stillgelegten Minen. Je nach geographischer Lage überwintert die Art von Anfang September bis Anfang Mai. Überwinterungsplätze werden meist mehrmals genutzt. Die Überwinterungsplätze werden häufig mit der Großen Braunen Fledermaus (Eptesicus fuscus), der Kleinen Braunen Fledermaus Myotis lucifugus sowie mit Pipistrellus subflavus geteilt.

## Fortpflanzung
Die Paarung erfolgt meist Ende Juli bis Anfang Oktober. Das Männchen besteigt das Weibchen bei der Paarung von hinten und beißt sich in ihrem Nacken fest. Die Weibchen sind wahrscheinlich dazu in der Lage die Spermien über den Winter zu speichern, da das Ei erst im Frühjahr befruchtet wird. Der Nachwuchs kommt, je nach geographischer Lage, zwischen Mitte Mai und Mitte Juli zur Welt.

## Nahrungserwerb
Das Nordamerikanische Mausohr ernährt sich hauptsächlich von Insekten, wobei die genaue Zusammensetzung der erbeuteten Tiere je nach geographischer Region und der Jahreszeit schwanken kann. Die Beute wird während des Fluges gefangen, kann aber auch vom Boden oder Blättern eingesammelt werden. Es wird dabei alles erbeutet, was nicht eine gewisse Größe überschreitet. Zur Nahrungssuche werden sowohl das Blätterdach als auch die Umgebung von Teichen, Flüssen und Wegrändern abgesucht.

## Krankheiten und Schädlinge
Die Art wird von den Milbenarten Euschoengastia pipistrelli, Leptotrombidium myotis, Macronyssus crosbyi, Spinturax americanus und Olabidocarpus whitakeri sowie verschiedenen Arten der Gattung Acanthopthirus befallen. Weiters wurden die Plattwanze Cimex adjunctus sowie die Würmer Hymenolepis christensoni, Plagiorchis vespertilionis, Prosthodendrium volaticum und Vampirolepis roundabushi nachgewiesen. An einigen gefangenen Exemplaren konnten der Rabiesvirus, der Erreger der Tollwut, und das Eastern Equine Encephalitis Virus, der Erreger der Östlichen Pferdeenzephalomyelitis, nachgewiesen werden.

## Systematik
Die Art wurde lange Zeit als eine Unterart des Keen-Mausohrs (Myotis keenii) angesehen. van Zyll de Jong führte 1973 Myotis septentrionalis als eigenständige Art. Manning sieht das Keen-Mausohr als Schwesterart an, während van Zyll de Jong und Nagorsen das Nördliche Langohr-Mausohr (Myotis evotis) als solche ansehen.
Das Artepitheton septentrionalis kommt aus dem Latein und bedeutet so viel wie „nördlich“.